# 박곡초등학교
박곡초등학교는 대한민국 경상북도 고령군에 있는 초등학교다.

## 학교 연혁
- 1943년 6월 4일 박곡국민학교 설립 인가
- 1943년 6월 8일 박곡국민학교 개교(무계동)
- 1949년 2월 2일 현 위치로 이전
- 1982년 3월 1일 병설유치원 개원
- 1996년 3월 1일 박곡초등학교로 개칭
- 2008년 3월 1일 경상북도교육청지정 교육과정(재량활동) 시범학교 운영
- 2009년 11월 21일 2009학년도 경북사이버가정학습운영 우수학교(장려)
- 2011년 12월 20일 학력관리 선도학교 지정
- 2014년 2월 14일 제66회 졸업식(졸업생 누계 2,489명)
- 2014년 9월 1일 제25대 민은희 교장 취임